# كأس ويليام جونز
كأس ويليام جونز (المعروفة أيضًا باسم كأس جونز)، هي بُطولة دُوَليّة لكرة السَلّة تُقام سَنَويًا في تايبيه، تايوان منذ عام 1977. تم تسمية الكأس على اسم مُروّج كرة السلّة ريناتو ويليام جونز، الذي كان أحد مؤسسي الاتحاد الدّوَلي لكرة السلة (FIBA).